# アベジャネーダ (ブエノスアイレス州)
アベジャネーダ（スペイン語: Avellaneda, スペイン語発音: [aβeʎaˈneða]）は、アルゼンチンのブエノスアイレス州にある港湾都市である。アベジャネーダ・パルティードに属しており、2001年の国勢調査によるアベジャネーダ市の人口は24,313人だが、パルティード全体の人口は328,980人である。かつてはバラーカス・アル・スルという名称で知られていたが、ニコラス・アベジャネーダ元大統領の功績を称えて1904年1月11日に改名された。なお、同地のみならず大ブエノスアイレス都市圏で使われているリオプラテンセ・スペイン語の標準的な発音では、アベシャネーダ（ジャではなくシャ）となる。
大ブエノスアイレス都市圏の一部である。リアチュエーロ川を挟んだ対岸にブエノスアイレス市があり、何本かの橋で結ばれている。アルゼンチンにおける鉄道の中心地であり、商業や工業の中心地のひとつである。1960年頃から人口は安定している。アベジャネーダで最大の雇用者がいるのは織物工場であり、他には精肉工場や穀物加工工場、石油精製所、冶金工場、大規模造船所、農業/放牧業用市場などがある。
CAインデペンディエンテとラシン・クルブという2つのサッカークラブがあり、いずれもアルゼンチンにおけるビッグ5のひとつに数えられている。インデペンディエンテのホームスタジアムであるエスタディオ・リベルタドーレス・デ・アメリカとラシン・クルブのホームスタジアムであるエスタディオ・プレシデンテ・ペロンは至近距離にある。

## ギャラリー

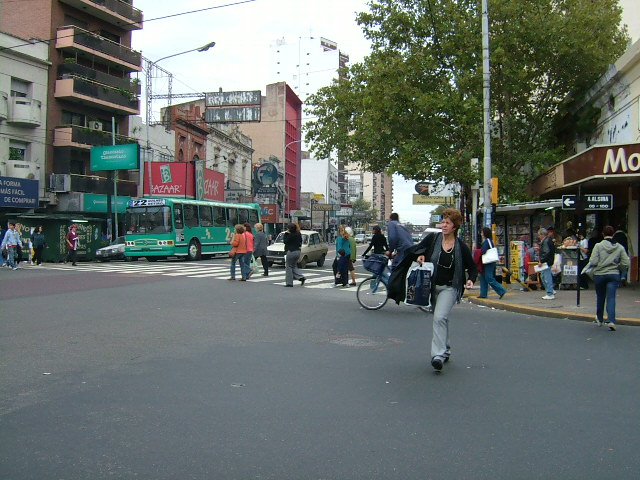
ミトレ通とアルシーナ通の交差点
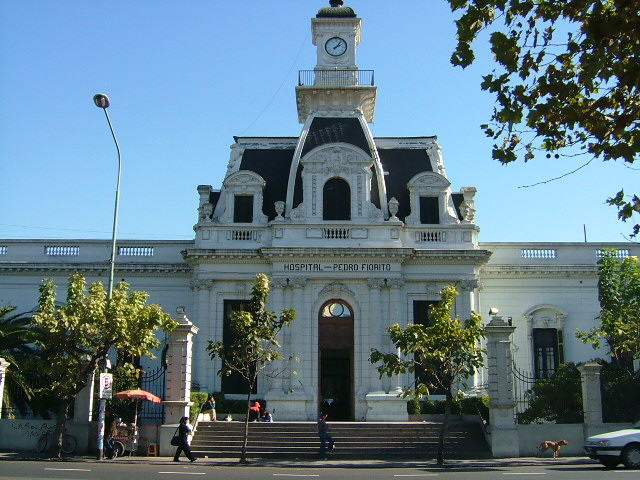
ペドロ・フィオリート病院
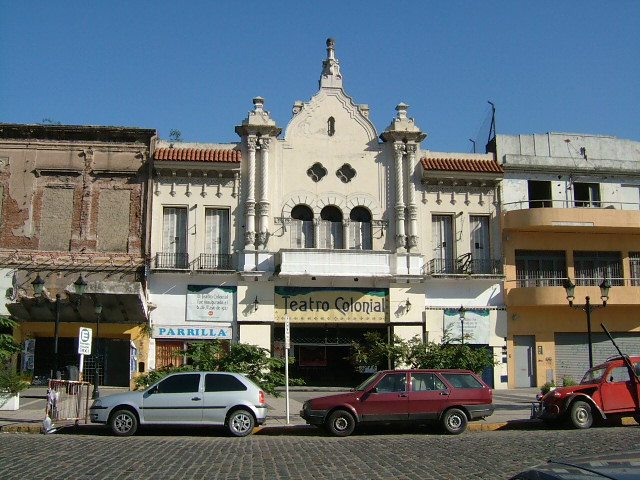
コロニアル様式の劇場
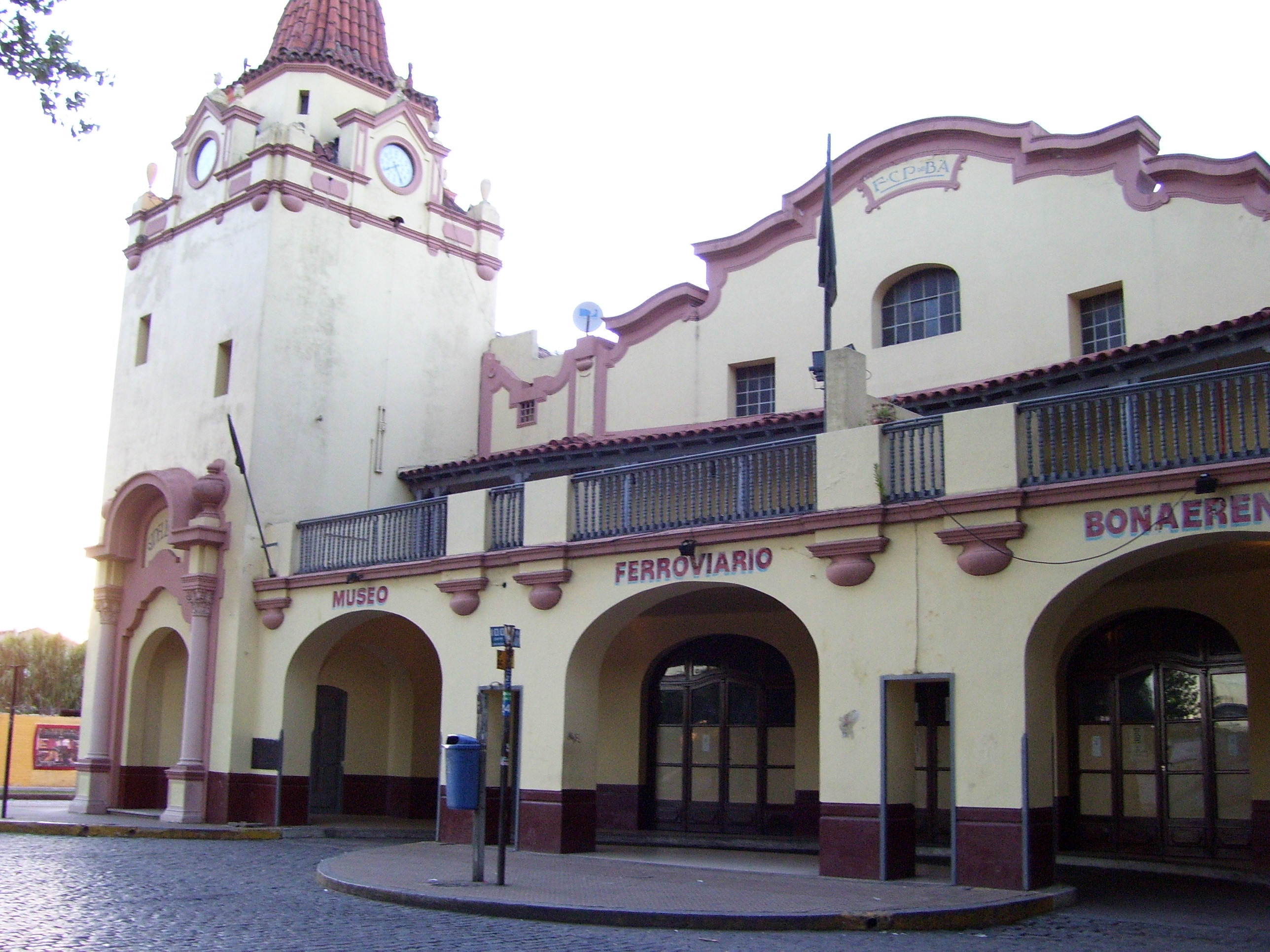
サランディにある鉄道博物館
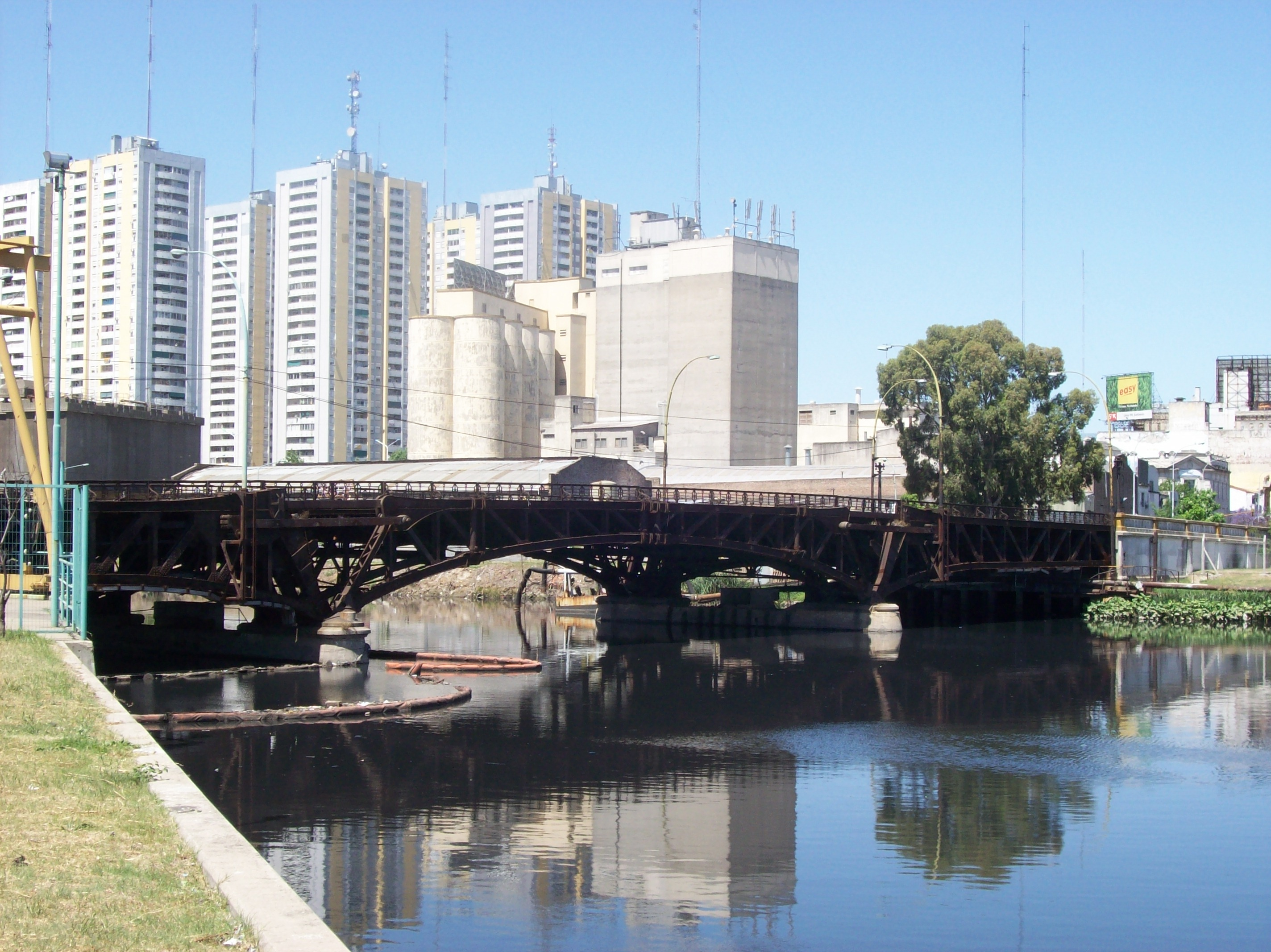
旧プエイレドン橋
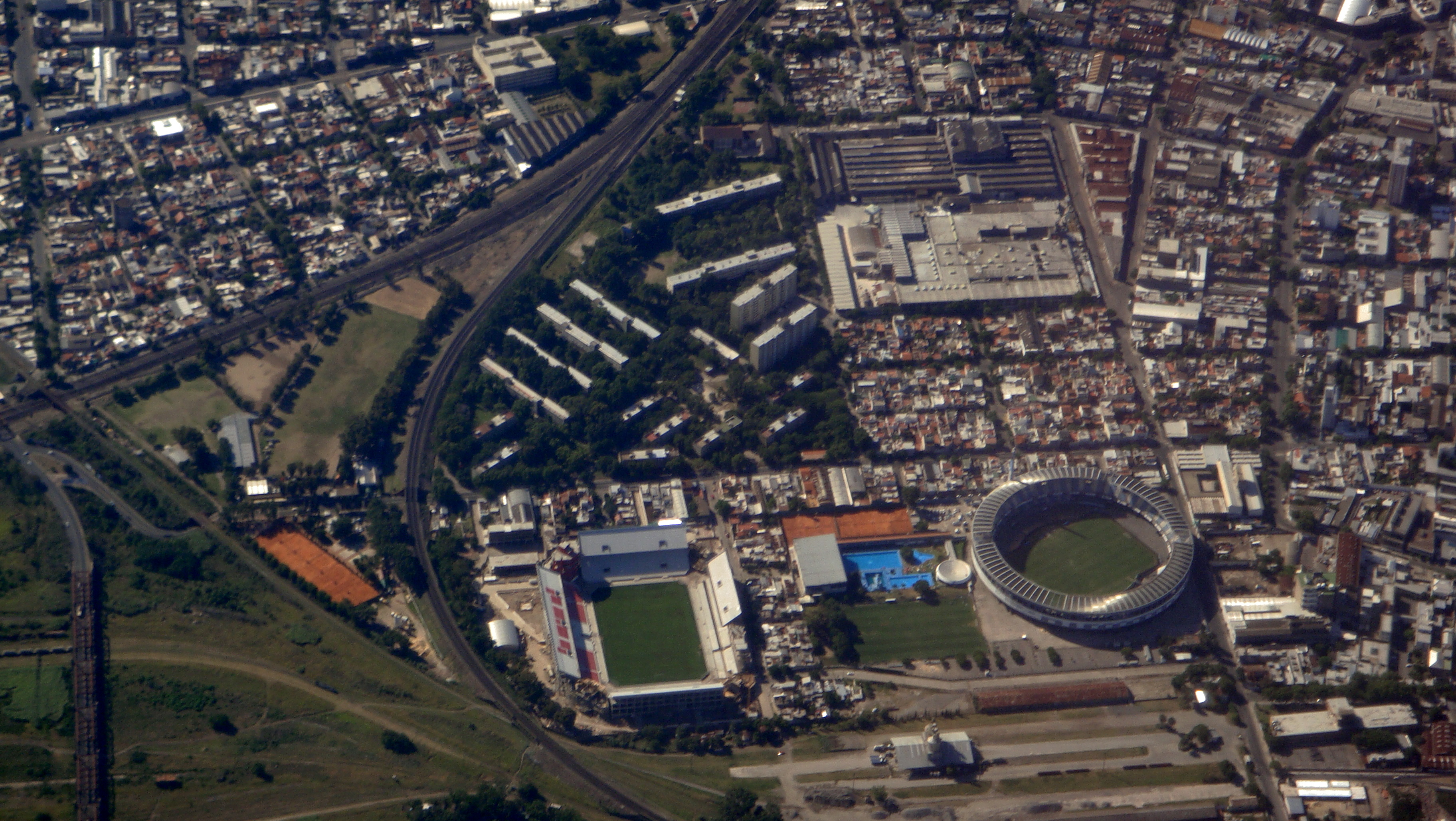
市内にある2つのスタジアム[1]の空中写真